# 第22S飛行中隊
第22S飛行中隊（フランス語：Escadrille 22S）は、フランス海軍海軍航空隊の一つ。 1946年1月1日に創設される。

## 配備基地
- アガディール空軍基地（1946年1月 - ）
- ド・キュエル＝ピエールフー海軍航空基地（ - 1953年1月）
- ランヴェオック＝プルミック海軍航空基地（1964年1月 - ）

## 装備機
- コンソリーデット PBY カタリナ （1946年1月 - 1953年1月）
- シュド アルエットII （1964年1月 - 1991年6月）
- シュド アルエットIII （1964年8月 - ）